# Henri Sellier (ténor)
Pour les articles homonymes, voir Sellier.
Ne doit pas être confondu avec Henri Sellier.
Henri Sellier, né François Alfred Alexandre Henri Sellier à Châtel-Censoir le 26 mars 1848 et mort à Paris 2e le 26 juin 1899, est un chanteur lyrique français, ténor à l'Opéra de Paris.

## Biographie
Issu d'une famille nombreuse et très pauvre, il doit, tout jeune, venir à Paris pour y chercher des moyens d'existence. Durant le siège de Paris, il est incorporé au 5e bataillon au Fort d'Ivry. Peu après, son père meurt et son frère ainé le rejoint à Paris. Son frère a l'idée d'exploiter le don vocal de son jeune frère, une belle et forte voix naturelle qui séduit Pierre-François Villaret, ténor à l'Opéra de Paris, rencontré par hasard sur le boulevard qui obtient une audition auprès d'Ambroise Thomas. Selon d'autres sources, Henri Sellier sert comme garçon de salle chez un marchand de vins, lorsque par hasard Edmond About l'entend chanter, admire sa voix, le présente à Ambroise Thomas ou encore C'est Léon Thivet, imprimeur de la rue Drouot, qui fait entendre pour la première fois, Sellier.
En 1872, il entre au Conservatoire. Halanzier, le directeur de l'Opéra de Paris lui alloue  une subvention pour lui permettre de vivre. Il obtient, en 1876, le premier prix de chant et le second prix d'Opéra. Il est engagé d'office la même année à l'Académie nationale de musique. Après des études musicales, Henri Sellier se produit à l’Opéra dès la saison 1878 et obtient de nombreux succès.
À partir de 1878, Sellier gagne soixante-douze mille francs par an. Il fait venir toute sa famille à Paris pour lui faire partager sa splendeur. En 1888, un accident de chasse, un coup de fusil lui traverse l'avant-bras, le tient quelque temps éloigné de la scène puis l'embonpoint survient, et avec l'embonpoint l'emphysème. Sellier ne peut plus subir la fatigue d'un opéra entier.  Atteint d'une cirrhose du foie, il meurt le 27 juin 1899. Il est inhumé au cimetière du Père-Lachaise (79e division).
Il est connu sous le sobriquet de Bourrelier.

## Grands rôles
Sellier est le ténor de prédilection de Gounod et de Verdi. Il chante dans Guillaume Tell, Polyeucte, le Prophète, les Huguenots, Faust, Le Freischütz, la Juive, Henri VIII, La Muette de Portici, Salammbô, etc. Il crée le rôle en français de Radamir d'Aïda à l'Opéra, Manuel du Tribut de Zamora, Paolo de Françoise de Rimini, et surtout Sigurd, dont il fait, une inimitable incarnation. « Il y était admirable par l'ampleur et le moelleux de l'organe, la résonance des notes ordinairement sourdes et voilées, la portée caressante d'une voix fraîche, légère, brillante, éclatante même sans dureté et consistante sans empâtements »,.
En 1890, Sellier crée au Théâtre de la Monnaie le rôle de Mathô dans Salammbô d'Ernest Reyer.

## A l'origine du développement de Pornichet
Son ami Jean Lassalle, baryton à l'Opéra de Paris, vient régulièrement, entre deux tournées, séjourner à Pornichet à la belle saison. Il décide, en 1879, de faire construire directement sur la plage de Pornichet, un hôtel luxueux et s’associe, en 1881, avec Henri Sellier, Maxime Boucheron et à d’autres financiers. En 1882, le Grand Hôtel de l’Océan et du Casino est inauguré. Leurs amis, membres de l’Opéra de Paris, de l’Opéra-Comique et du Conservatoire de Paris, s’y précipitent et la plupart, conquis, font construire leurs villas de vacances à Pornichet qui devient une station très en vogue où l’on peut apercevoir : Victor Warot et Jean de Reszke, Marguerite Carré, Gabriel Pierné et Ernest Reyer, sans oublier Sarah Bernhardt qui vient en villégiature chez ses amis Marguerite et Albert Carré et fréquente assidûment le casino. Les directeurs associés sont avant tout des artistes et de piètres gestionnaires. En 1887, ils sont contraints de vendre l'établissement .
En 1888, Sellier fait construire la villa Sigurd à Pornichet où il fait venir bon nombre de ses amis dont l'actrice Sarah Bernhardt, le compositeur Ernest Reyer. En 1890, jugeant la villa Sigurd trop petite pour accueillir famille et amis, il fait construire à quelques pas de là, la villa Salammbô.
Une rue de Pornichet porte son nom.

## Distinctions
- Médaille d'honneur pour acte de courage et de dévouement, bronze (Médaille des sauveteurs) en 1884[13].
- Grande Médaille de la Société d'encouragement au bien (SEAB) en 1879[3],[14].